# Christian Pfister
Christian Pfister, all'anagrafe Chrétien (Beblenheim, 13 febbraio 1857 – Beblenheim, 16 maggio 1933), è stato un medievista francese, importante storico regionale dell'Alsazia-Lorena.

## Biografia
Dopo gli studi al liceo di Colmar, poi al Lycée Louis-le-Grand di Parigi, entrò all'École normale supérieure dove strinse amicizia con Raymond Poincaré ed ebbe come professore Fustel de Coulanges. Giunto primo all'agrégation di storia, insegnò dapprima al liceo di Besançon, quindi si vide assegnare nel 1884 la cattedra di storia all'Università di Nancy. Lavorò poi alla Sorbona e all'École normale supérieure, prima di occupare la cattedra di storia all'Università di Strasburgo nel 1919. Fu eletto membro dell'Académie des sciences morales et politiques nel 1920. Decano della facoltà di lettere, commendatore della Legion d'onore nel 1923, divenne nel 1925 rettore dell'Università di Strasburgo.
La sua opera maggiore è una monumentale Histoire de Nancy, apparsa in tre volumi tra 1902 e 1909; contribuì con alcune memorie all'Académie de Stanislas e con numerosi articoli alla Revue historique e all'Encyclopædia Britannica Eleventh Edition.

## Pubblicazioni
- Études sur le règne de Robert le Pieux, 1885. Ristampa: University Microfilms International, 1980
- De Fulberti Carnotensis Episcopi vita et operibus, etc., Nancy, 1885
- Les Tumuli d'Alsace et de Lorraine, Parigi, Berger-Levrault, 1886
- Jean-Daniel Schoepflin, étude biographique, Nancy, 1887
- L'Alsace et la Lorraine depuis la formation du royaume d'Austrasie jusqu'au traite de Verdun, 1888
- Le Comté de Horbourg et la seigneurie de Riquewihr sous la souveraineté française (1680-1793), Parigi, Fischbacher, 1889
- La Limite de la langue française et de la langue allemande en Alsace-Lorraine, considérations historiques, Parigi, Berger-Levrault, 1890
- L'évêque Frothaire de Toul, 1890
- Le Duché mérovingien d'Alsace et la légende de sainte Odile, suivis d'une étude sur les anciens monuments de Sainte-Odile, Parigi, Nancy, Berger-Levrault, 1892
- Les Manuscrits allemands de la Bibliothèque nationale relatifs à l'histoire d'Alsace, Parigi, Fischbacher, 1893
- La Vie de Sainte Odile, Bruxelles, 1894
- Catherine de Lorraine : 1573-1648, Nancy, Berger-Levrault, 1898
- Histoire de l'Académie de Stanislas, 1902
- L'archevêque de Metz Drogon (823-856), Parigi, Picard, 1902
- Histoire de France depuis les origines jusqu'à la Révolution, tomo II, parte I: Le Christianisme, les Barbares. Mérovingiens et Carolingiens, Parigi, Hachette, 1903
- Histoire de Nancy (3 vol.), Nancy, Berger-Levrault, 1902-1909
- Tableau de la Lorraine et de Nancy de 1641 à 1670, Saint-Dié, Impr. de C. Cuny, 1905
- Tableau de Nancy et de la Lorraine pendant le règne de Léopold (1696-1729), Saint-Dié, Impr. de C. Cuny, 1906
- Le baptême de Clovis (25 déc. 496)., Parigi, Roma, 1916
- Lectures alsaciennes. Géographie, histoire, biographies, Parigi, A. Colin, 1919
- Les Députés du département de la Meurthe sous la Révolution, 1791-1799, s.d.
- L'enseignement du droit romain à l'ancienne Faculté de droit de Strasbourg (1806-1870), s.d.
- Henri IV. à Nancy (2-8 avril 1603), Malzéville, Impr. E. Thomas, s.d.